# Приключения Тома Сойера и Гекльберри Финна
«Приключения Тома Сойера и Гекльберри Финна» — советский трёхсерийный телевизионный художественный фильм 1981 года, снятый по повести Марка Твена «Приключения Тома Сойера».

## Сюжет
Действие происходит в городке Санкт-Петербург на реке Миссисипи в середине XIX века до начала Гражданской войны. Сирота, воспитывающийся тёткой Том Сойер и его верный друг беспризорник Гекльберри Финн ищут приключений. Ночью на кладбище они становятся свидетелями убийства, совершённого Индейцем Джо, с которым им позже ещё раз придётся столкнуться в поисках клада.

## В ролях

### В главных ролях
- Фёдор Стуков (в титрах указан как Федя Стуков) — Том Сойер (озвучивает Татьяна Решетникова)[источник не указан 1132 дня]
- Владислав Галкин (в титрах указан как Владик Сухачёв) — Гекльберри Финн (озвучивает Александра Назарова)
- Мария Миронова (в титрах указана как Маша Миронова) — Бекки Тэтчер, племянница судьи Тэтчера
- Ролан Быков — Мефф Поттер
- Екатерина Васильева — тётя Полли Сойер
- Валентина Шендрикова — вдова Дуглас
- Талгат Нигматулин — Индеец Джо (озвучивает Николай Караченцов)
- Всеволод Абдулов — учитель мистер Доббинс в первой серии (озвучивает Евгений Весник) / безымянный помощник Индейца Джо во второй и третьей сериях (говорит своим голосом)
- Владимир Конкин — доктор Робинсон
- Борис Зайденберг — судья Тэтчер
- Фёдор Одиноков — фермер
- Виктор Павлов — шериф
- Валерий Рубинчик — адвокат
- Карина Моритц — Мери, кузина Тома Сойера (озвучивает Наталья Рычагова)
- Дмитрий Рощин (в титрах указан как Дима Рощин) — Сид, сводный брат Тома Сойера
- Бехайлу Менгеша[1] — Джим, слуга вдовы Дуглас

### В эпизодах
- Лев Перфилов — мистер Спрэгг, пастор
- Игорь Сорин (в титрах указан как Игорь Райберг) — Джо Гарпер
- Костя Осетров
- Ваня Новиков
- Андрей Каневский — одноклассник Тома Сойера
- Зиновий Гердт — текст за кадром (в титрах не указан)
- Владимир Жариков (каскадёр)

### Негритянский оркестрменестрелиНэда Девиса
- Тереза Анжелика Андерсон (вокал Лариса Долина)
- Антони Обенг
- Роксон Акотсу
- Девид Марама
- Гарет Крабб
- Разафи Андрианомендзанахари
- Аожей Самуэл Кваме

## Съёмочная группа
- Автор сценария: Станислав Говорухин
- Режиссёр-постановщик: Станислав Говорухин
- Оператор-постановщик: Виктор Крутин
- Художник-постановщик: Валентин Гидулянов
- Композитор: Валерий Зубков
- Художник по костюмам: Галина Уварова
- Государственный симфонический оркестр Госкино СССР (Дирижёр: Мартин Нерсесян)
- Ансамбль «Мелодия» под управлением Георгия Гараняна
- Исполнение вокальных партий (джазовых импровизаций): Лариса Долина и Вейланд Родд.

## Создание фильма
Места съёмок: Бериславский район Херсонской области; Одесса, Сухуми, Кавказ, село Львово под Херсоном. Эпизод в пещере снимали в Новоафонской пещере в Абхазии. «Роль» реки Миссисипи в фильме «играет» Днепр.
В фильме дебютировали девятилетний Владислав Сухачёв (в титрах указан как Владик Сухачёв) и восьмилетняя Мария Миронова, дочь Андрея Миронова, певец Игорь Сорин в возрасте 12 лет.

## Технические данные
- По заказу Государственного комитета СССР по телевидению и радиовещанию
- Производство «Одесской киностудии»
- Художественный телефильм, цветной.
- Формат изображения: 4:3 (1,33:1)
- Звук: Стерео
- Снят на плёнке Шосткинского п/о «Свема»
- Продолжительность: 203 мин. (3:22:31)
- Количество серий: 3
- Оригинальный язык: русский
- Издания на DVD:
  - 2004, Дистрибьютор: Кармен Видео, Региональный код: 5, PAL, 4:3 (1,33:1), Dolby Digital 2.0
  - 2008, Дистрибьютор: Компания «МАГНАТ», Региональный код: 5, PAL, 4:3 (1,33:1), Dolby Digital 2.0